# Hypsiboas semilineatus
Hypsiboas semilineatus és una espècie de granota que viu al Brasil.